# 前設
前設在語用學上指使用語句時某先決條件一定要為真，該語句的使用才算有意義。
如「他懊悔買了車子」一句的前設是「他買了車子」。